# Виейра, Жерсон
Жерсон Фрага Виейра (порт. Gérson Fraga Vieira; 4 октября 1992, Порту-Алегри, Бразилия), более известный как просто Жерсон (порт. Gérson) — бразильский футболист, защитник гонконгского клуба «Тай По».

## Карьера
Жерсон Виейра — воспитанник клуба «Гремио». Его технические способности и внушительная работа с мячом со временем стали важной частью в постановке игры молодёжного состава клуба. В течение четырёх сезонов он выиграл шесть титулов: Эпифан в 2006 году; Юношеский Кубок Гаушу Бразилии (до 15 лет) в 2007 году, Кубок Сантьяго в 2008 году; Бразильский Кубок (до 20 лет) и Юношеский Гаушу в 2009 году.
В марте 2018 года Жерсон присоединился к клубу второй Джей-лиги «Ренофа Ямагути», после того как достиг договорённости с «Мумбаи» о расторжении контракта по взаимному согласию.
В июле 2018 года Жерсон вновь вернулся в Индийскую суперлигу, заключив контракт с АТК.